# Il pianeta rosso
Il pianeta rosso (Red Planet) è un romanzo per ragazzi di fantascienza del 1949 dello scrittore statunitense Robert A. Heinlein.
Nel 1996 gli è stato assegnato il Premio Prometheus Hall of Fame.

## Storia editoriale
Scritto nel febbraio 1949 fu sottoposto ad una serie di modifiche imposte dall'editore Scribner's che lo pubblicò quello stesso anno nella serie di romanzi per ragazzi.
La versione originale fu pubblicata solo dopo la morte dell'autore, nel 1990 dalla Del Rey Books.
La prima traduzione italiana di Hilia Brinis è stata pubblicata dalla Casa Editrice La Sorgente nel 1958 e poi di nuovo nel 1978; la traduzione di Claudia Scipioni, intitolata Pianeta rosso è stata pubblicata nel 1994 dalla Fanucci Editore.

## Ambientazione
Un elemento fondamentale di Red Planet è il dettagliato scenario che Heinlein ha creato per ambientare la sua storia:
ha cominciato inserendo i "canali" di Percival Lowell, poi ha immaginato che i coloni umani, per evitare il gelo estremo dell'inverno marziano, migrassero ogni anno da un polo all'altro e viceversa usando scooter da ghiaccio e barche lungo i canali.
Ha posto Marte sotto il controllo di una società che ha sede sulla Terra e alla quale i coloni sono legati da contratti.
Vari progetti sono in corso per rendere vivibile Marte, il maggiore ha lo scopo di liberare l'ossigeno dalle sabbie marziane, nel frattempo i terrestri dispongono di maschere respiratorie e tute con cui sfidare il clima.
Soprattutto, Heinlein delinea la natura dei marziani che consentono ai coloni di vivere su Marte.

## Trama
Su Marte, Jim Marlowe e Frank Sutton sono in viaggio verso l'Accademia Lowell, il collegio scolastico dove inizieranno l'anno accademico.
Jim porta con sé il suo animale domestico marziano, simile ad un pallone da pallavolo, Willis il bouncer, che è intelligente come un bambino umano e ha una memoria eidetica per i suoni che può anche riprodurre perfettamente.
Durante una sosta, Willis si allontana e incontra uno dei senzienti marziani adulti, l'alieno a tre gambe fa partecipare i due ragazzi ad un rituale chiamato "crescere insieme" con un gruppo di suoi simili, essi condividono anche l'acqua, così Jim e Frank diventano "amici d'acqua" del marziano, che si chiama Gekko.
A scuola, Jim si mette nei guai con l'autoritario preside, il signor Howe, che confisca Willis sostenendo che è contro le nuove regole avere animali domestici.
Allora Jim e Frank si intrufolano nell'ufficio di Howe e recuperano Willis, il bouncer ripete due conversazioni che ha udito mentre era imprigionato, fra il preside Howe e Beecher, l'amministratore coloniale senza scrupoli di Marte.
Vengono così a conoscenza dei piani di Beecher per Willis e la colonia:
quando Beecher ha appreso che Howe ha un bouncer, è rimasto estasiato, dal momento che lo Zoo di Londra è disposto a pagare una forte somma per un esemplare;
peggio ancora, Beecher, al fine di ridurre i costi, sta segretamente progettando di impedire la migrazione annuale dei coloni, necessaria per evitare i dodici mesi di clima invernale pericoloso per la vita.
I ragazzi scappano dalla scuola per avvertire i genitori e la colonia, prendono uno scooter di linea per tornare a casa ma l'autista, quando viene a sapere di un mandato di cattura spiccato contro i due, li abbandona in una stazione a centinaia di miglia dalla loro meta, allora i ragazzi decidono di proseguire pattinando sui canali ghiacciati di Marte.
Durante il viaggio Frank si ammala; la terza notte, non trovando altro rifugio, sono costretti a rifugiarsi all'interno di una gigantesca pianta di cavolo marziano rischiando di soffocare quando questa si chiude.
Il giorno dopo incontrano alcuni indigeni marziani che li aiutano anche per via del legame tra Jim e Willis e perché sono "amici d'acqua" di Gekko, i marziani curano la malattia di Frank e portano i due ragazzi fino a casa per mezzo di una veloce metropolitana.
Una volta messo in guardia, il padre di Jim organizza rapidamente la migrazione, sperando di cogliere Beecher di sorpresa, ma i coloni non riescono a completare il tragitto, arrivano fino al collegio e lo occupano trasformandolo in un rifugio temporaneo.
Howe si chiude nel suo ufficio, mentre Beecher installa all'esterno armi automatiche controllate da sensori per impedire agli occupanti di uscire, due coloni che tentano andarsene restano uccisi.
Poco dopo l'energia elettrica che alimento l'edificio viene tagliata ed un altro colono viene ucciso mentre cerca di arrendersi, a questo punto i coloni decidono di non avere altra scelta che combattere, organizzano delle squadre d'assalto e con la partecipazione dei ragazzi, conquistano l'ufficio di Beecher e lo catturano.
In seguito proclamano l'indipendenza delle colonie dalla Terra.
Nell'area scolastica arriva un gruppo di marziani, uno di loro irrompe nell'ufficio di Howe scardinando la porta e quando si allontana, Howe è introvabile.
I marziani vanno poi a cercare Beecher che tenta di fuggire, ma gli alieni lo circondano e quando se ne vanno, anche lui è scomparso.
I marziani avevano permesso agli uomini di condividere il loro pianeta, ma la minaccia di Beecher a Willis ha fatto loro riconsiderare la questione, quindi essi intimano ai coloni di lasciare subito il pianeta.
Il Dr. MacRae negozia con i marziani e riesce a convincerli a lasciare che i coloni rimangano, soprattutto grazie alla forte amicizia di Jim con Willis.
MacRae ipotizza che i marziani inizino la vita come bouncer per poi trasformarsi in adulti e che continuino a esistere dopo la morte come "vecchi".
Alla fine, Jim si rassegna a lasciar andare Willis in modo che possa iniziare la metamorfosi e diventare adulto.
Come per Podkayne ragazza di Marte esistono due versioni del finale: in quella originale, pubblicata molto più tardi, si precisa che la trasformazione in adulto di Willis richiederà quaranta anni; questo è stato modificato dagli editori di Heinlein,
come pure una discussione all'inizio del romanzo nella quale MacRae esprime forte sostegno alla libertà di portare armi da fuoco sia per gli adulti che per i bambini più grandi e opposizione a qualsiasi governo che limiti tale libertà.
Questi elementi sono presenti nella traduzione italiana di Claudia Scipioni.

## Collegamenti con altre opere dell'autore
Il ciclo di vita di marziani, come descritto da MacRae, è lo stesso nel successivo romanzo  Straniero in terra straniera; in Red Planet si pone la questione se i "vecchi" marziani siano fantasmi o meno, un'idea che Heinlein amplia considerevolmente in Straniero.
Anche il tema degli "amici d'acqua" è ripreso in Straniero in terra straniera come "fratelli d'acqua" e la capacità dei marziani di far scomparire un oggetto o una persona, che è un elemento importante della trama di Straniero, è mostrata anche qui.
Jack Williamson scrive che "I marziani in questa storia sono particolarmente interessanti, perché sono gli insegnanti di Valentine Michael Smith [e] mostrano gli stessi terribili poteri che Smith porta indietro sulla Terra".
Il marziano Gekko "irradia collera" quando comprende che cos'è lo "Zoo di Londra" e in seguito quando scopre che Howe intendeva vendere Willis a uno zoo, una reazione non dissimile da quella di Mike che spesso sente un "erroneità" nelle gabbie e il cui primo impulso quando incontra degli animali in gabbia in uno zoo è quello di tentare di liberarli.

## Critica
Passando in rassegna i romanzi per ragazzi di Heinlein, Jack Williamson ha definito Red Planet come primo vero successo della serie, affermando che "Heinlein [ha] trovato la sua vera direzione ...L'impostazione di Marte è logicamente costruita e ricca di dettagli convincenti [mentre] i personaggi sono coinvolgenti e l'azione si sviluppa con naturalezza".
P. Schuyler Miller, recensendo l'edizione originale del romanzo, ha lodato la "verosimiglianza, l'attenzione al dettaglio che i lettori adulti di Heinlein conoscono bene....le spiegazioni non sono mai fini a se stesse e la trama si sviluppa naturalmente dalle premesse".
Secondo Alexei Panshin il terzo romanzo per ragazzi di Henlein è superlativamente buono:
la trama è più salda dei due precedenti e di gran lunga più originale,
Il pianeta rosso non è né datato come Razzo G.2 né ovvio come Cadetti dello spazio.

## Influenze
Marte è descritto nel romanzo come un pianeta deserto attraversato da giganteschi canali costruiti da un'antica civiltà per portare l'acqua dalle calotte polari, si tratta di uno scenario comune nei romanzi di fantascienza dell'inizio del XX secolo ed era in realtà proposto come una teoria plausibile da alcuni astronomi intorno al volgere del secolo, in particolare Percival Lowell, menzionato nel romanzo.
Nasce dalla prime osservazioni telescopiche di Marte da parte di astronomi del XIX secolo che credevano di aver visto linee rette sul pianeta, a cominciare dall'italiano Giovanni Schiaparelli nel 1877,  che le chiamò canali.

## Adattamenti
Nel 1994 il romanzo è stato adattato, con molti cambiamenti, per una miniserie animata dallo stesso titolo, prodotta dalla Gunther-Wahl Productions per la Fox Kids.

### Edizioni
- Robert A. Heinlein, Pianeta rosso (edizione integrale), collana Economica Tascabile, traduzione di Claudia Scipioni, n. 19, Fanucci, 1994, ISBN 88-347-0421-5.

### Fonti critiche
- (EN) James Daniel Gifford, The New Heinlein Opus List, in Robert A. Heinlein: A Reader's Companion (PDF), Nitrosyncretic Press, 2000, ISBN 978-0-9679874-1-5. URL consultato il 12 ottobre 2015.

- (EN) Alexei Panshin, III. THE PERIOD OF SUCCESS - 4. 1949, in Heinlein in dimension, Chicago, Advent:Publishers Inc, aprile 1968. URL consultato il 30 dicembre 2015.